# 44 minuty: Strzelanina w północnym Hollywood
44 minuty: Strzelanina w północnym Hollywood (ang. 44 Minutes: The North Hollywood Shoot-Out) – amerykański film telewizyjny oparty na autentycznej strzelaninie w North Hollywood po napadzie na Bank of America, który miał miejsce 28 lutego 1997. Role bandytów grają: Oleg Taktarow (Emil Mătăsăreanu) oraz Andrew Bryniarski (Larry Phillips Jr). Film był kręcony w La Habra w Kalifornii w Stanach Zjednoczonych.

## Obsada
Źródło: Filmweb
- Michael Madsen - Frank McGregor
- Ron Livingston - Donnie Anderson
- Ray Baker - Harris
- Douglas Spain - Bobby Martinez
- Andrew Bryniarski - Larry Phillips Jr
- Oleg Taktarov - Emil Matasareanu
- Clare Carey - Żona Franka McGregora
- Alex Meneses - Oficer Steven Gomez
- Cameron Dye - Właściciel sklepu z bronią

i inni. 